# Michel De Maegd

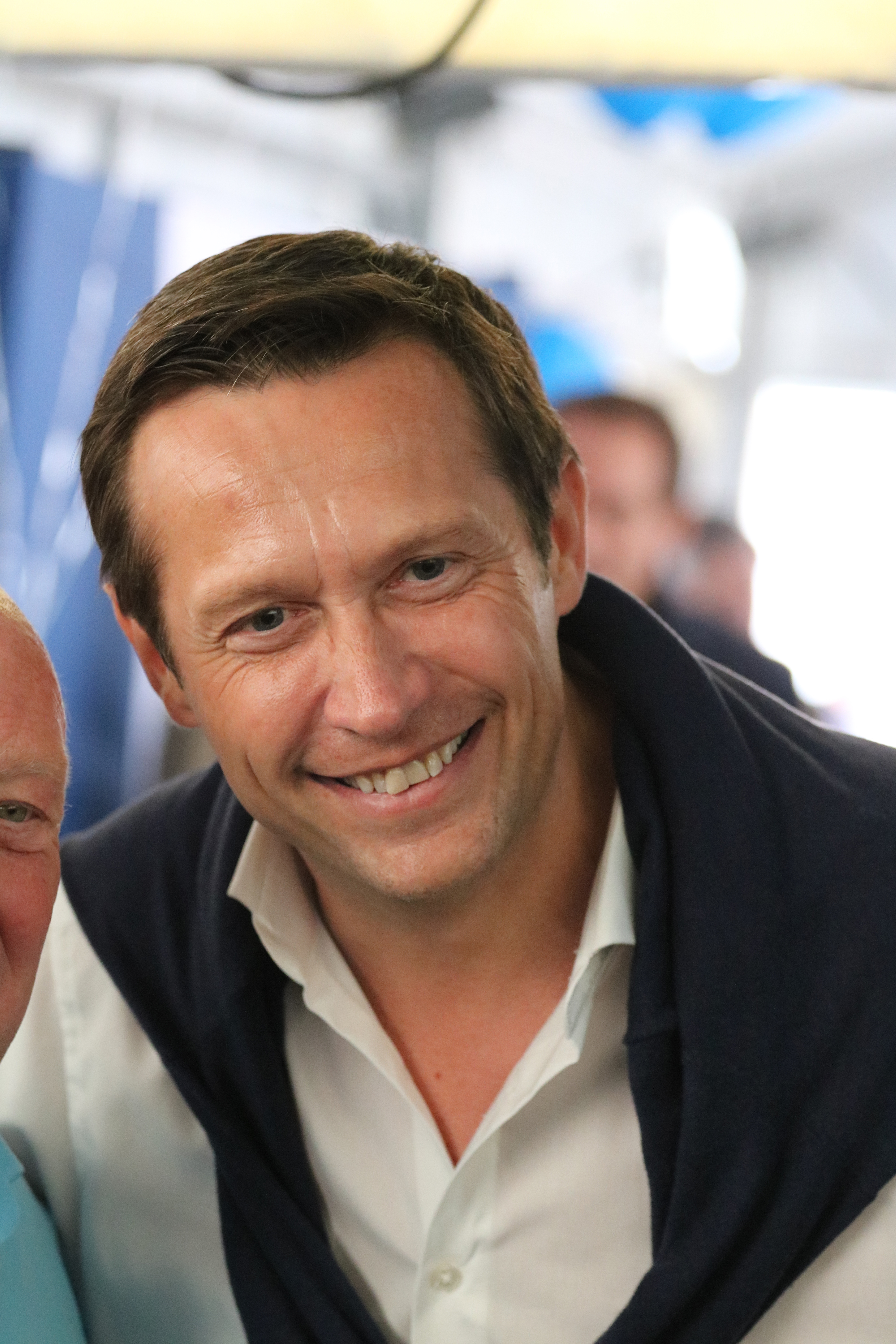
Michel De Maegd in 2019.

Michel De Maegd (Brussel, 10 september 1969) is een voormalig Belgisch journalist en televisiepresentator en sinds 2019 politicus actief voor de Mouvement Réformateur.

## Levensloop
De Maegd volgde middelbaar onderwijs aan het Brusselse Institut Saint-Boniface Parnasse. Hij startte in 1987 aan een opleiding rechtsgeleerdheid aan de Université libre de Bruxelles, maar brak die na twee jaar af. Hij koos vervolgens voor een opleiding in de communicatie aan het Institut des Hautes Études des Communications Sociales (IHECS).
In juli 1995 werd De Maegd journalist bij RTL TVI: eerst voor radio en televisie, maar vanaf 1997 enkel bij de televisieredactie. Op 13 juli 2000 presenteerde hij zijn eerste nieuwsuitzending. Tot 2008 was hij de vaste presentator van het middagnieuws om 13 uur, vanaf dan presenteerde hij om de twee weken viermaal per week het avondnieuws. Daarnaast verscheen hij ook enkele malen als jurylid bij wedstrijden als Miss België en Top Model Belgium en presenteerde hij een versie voor Franstalig België van Peking Express voor RTL. In 2009 ondernam hij een ecologische tocht gesteund door het World Wildlife Fund waarbij hij met een ULM van Sydney naar Brussel vloog, met tussenstop in Bangkok. Het team vloog over 22 landen en realiseerde een reeks van 48 korte reportages, een boek, en een documentaire langspeelfilm over de stand van de natuur. Als nieuwsanker had hij soms fel opgemerkte passages in zijn studio, zoals interviews met een dronken JoeyStarr, een verwarde Guillaume Depardieu en Dieudonné, die antisemitische uitlatingen uitte.
Op 13 maart 2019 presenteerde hij zijn laatste avondjournaal. Vervolgens nam De Maegd ontslag als journalist bij RTL-TVI om politiek actief te worden bij de MR. Bij de verkiezingen van 26 mei 2019 werd hij voor deze partij verkozen in de Kamer van volksvertegenwoordigers, als verkozene voor de kieskring Brussel-Hoofdstad. Als Kamerlid ging hij zich voornamelijk concentreren op het buitenlands beleid, Europese aangelegenheden, klimaat en energie. Hij werd opnieuw verkozen bij de federale verkiezingen van 9 juni 2024.
Michel De Maegd is gehuwd en heeft drie kinderen.